# Hope of Deliverance
«Hope of Deliverance» es un sencillo de Paul McCartney que figura en su álbum de 1993 Off the Ground. Se convirtió en un éxito en su país natal, Reino Unido, alcanzando el puesto 18 en UK Singles Chart. No le fue bien en el Billboard Hot 100, donde alcanzó el puesto 83, pero lo hizo mejor en el Billboard Adult Contemporary al obtener el puesto 9, y siendo número 1 en España.

## Lista de canciones
Sencillo de 7"
1. «Hope of Deliverance» — 3:20
2. «Long Leather Coat» — 3:33

Casete
1. «Hope of Deliverance» — 3:20
2. «Long Leather Coat» — 3:33

Maxi CD
1. «Hope of Deliverance» — 3:20
2. «Big Boys Bickering» — 3:19
3. «Long Leather Coat» — 3:33
4. «Kicked Around No More» por P. McCartney and L. McCartney — 5:25

## Personal
- Paul McCartney: bajo, acústica guitarra y voz.
- Linda McCartney: arpa y coros
- Hamish Stuart: coros
- Robbie McIntosh: guitarra
- Blair Cunningham: percusión y coros
- Paul Wickens: piano, programación de batería y coros.
- David Giovannini: percusión
- Dave Pattman: percusión
- Maurizio Ravalico: percusión[3]